# Блокшот

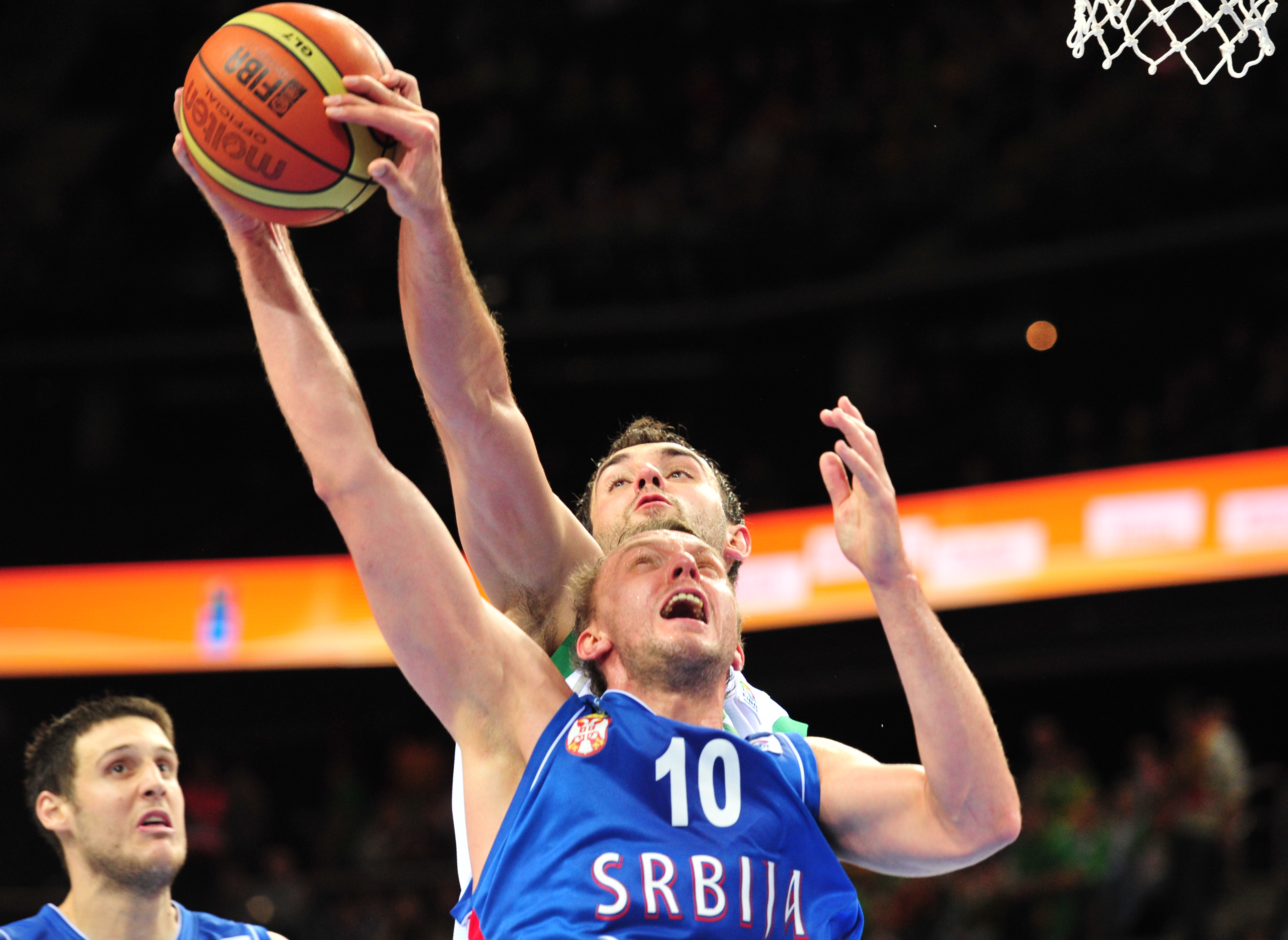
Блокшот, поставлений на Чемпіонаті Європи з баскетболу 2011

Блокшот (англ. blocked shot — заблокований кидок) — баскетбольний термін, який означає ситуацію, коли гравець захисту блокує кидок атакуючого гравця без порушення правил при цьому. Основними блокуючими гравцями є центрові та форварди - через те, що у них більший зріст. Однак низькі гравці теж можуть мати хорошу статистику за цим показником, якщо вони володіють значною висотою стрибка та доброю координацією рухів. Яскравий приклад — Двейн Вейд. Він є найнижчим гравцем в історії НБА, котрому вдалось за сезон здійснити 100 чи більше блокшотів (зріст Вейда становить 193 см, у сезоні 2008-09 він здійснив 106 блокшотів).

## Рекорди за блокшотами вНБА
- Найбільша кількість блокшотів за гру: Елмор Сміт (17)
- Найбільша кількість блокшотів за половину гри: Елмор Сміт, Джордж Джонсон, Мануте Бол (по 11)
- Наибільша кількість блокшотів за кар'єру: Хакім Оладжювон (3830)
- Найбільша кількість блокшотів в середньому за гру за сезон: Марк Ітон (5.56)
- Найбільша кількість блокшотів в середньому за гру впродовж кар'єри: Марк Ітон (3.50)

Варто зазначити, що чимало рекордів, пов'язаних з блокшотами, неофіційно належать Вілту Чемберлену. Проблема в тому, що ці рекорди не мають підтвердження, оскільки у часи Чемберлена в НБА ще не вели статистику за блокшотами.